# Manilla (Indiana)
Manilla è un census-designated place (CDP) degli Stati Uniti d'America, situato nello stato dell'Indiana, nella contea di Rush.